# آیلند ایرلاینز
آیلند ایرلاینز (به انگلیسی: Island Airlines) یک شرکت هواپیمایی با کد یاتا IS است که در تاریخ ۱۹۹۱ میلادی تأسیس شده است. دفتر مرکزی آیلند ایرلاینز در برنستبل، ماساچوست واقع شده‌است و به ۲ مقصد، پرواز مستقیم انجام می‌دهد.